# Kovács Barbara
Kovács Barbara (Békéscsaba, 1993. július 26. –) magyar atléta.

## Sportpályafutása
A 2012-es gyalogló világkupán 10 km-en egyéni csúccsal 34. helyen ért célba. A 2014-es gyalogló világkupán 20 km-en egyéni csúccsal 69. volt. A 2015-ös U23-as Európa-bajnokságon 17. helyen végzett. 2016 márciusában teljesítette az olimpiai indulási szintet. Az olimpián 20 km-en 58. lett. A 2017-es atlétikai világbajnokságon 20 km-en 27. lett. A 2018-as atlétikai Európa-bajnokságon 20 km-en 24. volt. A tokiói olimpián 20 kilométeres gyaloglásban a 46. helyen végzett.